# Lycée Breman Asikuma
Breman Asikuma Senior High School est une école secondaire au Ghana et fonctionne comme une journée sans nom et un internat, situé à Breman Asikuma (en), dans la région centrale. Elle a été la première école secondaire du district d'Asikuma/Odoben/Brakwa ,.
L'école dirige des cours en sciences générales, commerce, art général, Sciences agricoles (en) et économie domestique qui conduisent à l'octroi d'un certificat de l'École supérieure d'Afrique de l'Ouest .

## Histoire
L'école secondaire Breman Asikuma a ouvert ses portes en octobre 1964 sur la base de l'ancienne école primaire méthodiste, qui est maintenant le colonel Baidoo Primary. J.H.S. C'est M. Robert Essuman, le fermier principal à l'époque, qui a conçu l'idée. Les messers Isaac K. Botchwey et T. B. Okwan ont également participé. L’Eglise méthodiste du Ghana, la Société Breman Asikuma et le Conseil Traditionnel de Breman ont collaboré au projet, dirigé par Very Rev. Felix Mensah Akyea, alors ministre du superintendant, et Nana Amoakwa Buadu VI, puis Omanhene .
M. Ernest K. A. Odoom a été le premier Directeur général et l'école a commencé avec six professeurs : les Messers E. B. Addai, M. Henry Aikins, M. Baffour, M. Allotey, et M. T. B. Okwan, ainsi que deux fonctionnaires non enseignants. À la fin du premier terme, 60 élèves étaient inscrits. À l'heure actuelle, l'école compte environ 2500 élèves, 84instructeurs permanents et 40 non-enseignants .
L'école a déménagé à son emplacement actuel le 5 mai 1973, après Opanyin Kofi Tawiah, alors Ebusuapanyin de la ligne royale de Turom Nsona d'Asikuma, a donné la terre d'État pour un site scolaire permanent. L'école a produit un certain nombre de diplômés exceptionnels qui se distinguent dans une variété de domaines ,.

## Universitaires

### Admission
Breman Asikuma Senior High School est une école mixte qui accueille les filles et les garçons. Le processus d'admission est compétitif et n'est ouvert qu'aux élèves qui ont terminé l'école secondaire. Les élèves du secondaire de dernière année s'inscrivent dans l'enseignement secondaire supérieur par le biais d'un système informatisé de sélection et de placement des Collèges (CSSPS), qui a été mis en place par le Service d’éducation du Ghana (en) en 2005, avant d'achever son Examen du certificat d'éducation de base (en) de certificat de base d'éducation (BECE) ,.
Contrairement à l'ancien système de classement, qui a déterminé la performance scolaire générale du candidat à l'examen de certificat d'éducation de base, en moyenne les six meilleures matières du candidat, sous le système de sélection et de placement de l'école informatisée, les scores bruts obtenus par un candidat à l'examen de certificat d'éducation de base déterminent la performance scolaire globale du candidat à l'examen. Étant donné que le système de sélection et de placement des écoles informatisées utilise un algorithme d'acceptation différée, qui garantit que les candidats à l'école secondaire sont admis uniquement sur la base du mérite scolaire, les administrateurs de l'école utilisent des scores bruts de l'examen de certificat d'éducation de base pour admettre les candidats à l'école secondaire ,.

### Programme d'études
Les programmes scolaires incluent les sciences générales, l'agriculture, les affaires, l'art général et les arts visuels. Les élèves de la dernière année de l'école secondaire choisissent quatre cours électifs dans le cadre de leur sélection et enregistrement de systèmes de placement informatisés. Les cours de base, contrairement aux cours électifs, sont disponibles pour tous les étudiants, quel que soit leur programme d'études. L'anglais, les mathématiques de base, les études sociales, la science intégrée, les TIC (core) et l'éducation physique sont les cours de base; cependant, les étudiants ne sont évalués qu'en interne et en externe dans les cinq premiers cours mentionnés ,,,.

### Résultats scolaires
Breman Asikuma Senior High School maintient des performances scolaires élevées et a été reconnue parmi les meilleures écoles secondaires du Ghana. L'une des quatre écoles du district d'Asikuma Odoben Brakwa, qui avait produit 60 % ou plus de ses élèves, a droit à l'enseignement supérieur. En 2015, l'école a présenté pour la première fois au Quiz national ghanéen sur les sciences et les mathématiques (en) et a été qualifiée pour une huitième étape parmi 135 écoles .

## Vie étudiante

### Installations
Il y a environ quatre écoles secondaires supérieures à Asikuma Odoben-Brakwa. Breman Asikuma Senior High School est l'une des quatre écoles reconnues par le Service de l'éducation du Ghana comme une école de catégorie B, en fonction du nombre et du type de services que l'école entretient. La salle à manger, un terrain de basket-ball, un internat (masculin et féminin), une bibliothèque, une clinique communautaire, laboratoire de sciences, bloc d'administration, batteur de personnel, laboratoire informatique, blocs de salle de classe et un service d'orientation et de conseil ne sont que quelques-unes des installations disponibles .

### Maisons (couloirs de résidence)
Breman Asikuma Senior High School possède quatre maisons de résidence. Il s'agit notamment :
- Amoakwa Boadu (maison 1): Cette résidence porte le nom de Nana Amoakwa Buadu VI, l'Omanhen de la zone traditionnelle de Breman et cofondatrice de l'institution. Ils ont un schéma de couleur jaune;
- Akyea (maison 2): Le défunt Rev. Felix Mensah Akyea, co-fondateur de l'institution et l'un de ses pères fondateurs, a été honoré par le nom de cette maison. Sa couleur primaire est verte;
- Essuman House (maison 3): C'est la troisième maison de l'école. Ils sont fiers de leur utilisation de la couleur rouge. M. Robert Essuman, principal agriculteur de Breman Asikuma, a proposé la création de l'école secondaire. "Bo moi deydey!" ils ont comme devise [14]
- Okwan House (maison 4): C'est la quatrième maison de l'école. M. T. B. Okwan, l'un des premiers instructeurs de l'école, a été honoré du nom de cette maison. Ils ont le bleu comme leur couleur principale.

### Associations et clubs
Les étudiants participent à des activités parascolaires par le biais de leur participation à des organisations scolaires et des clubs, notamment:
- Cadet Corp
- Club scientifique de Dara Ó Briain (en)
- Club de théâtre
- Conseil de représentation des étudiants - S.R.C
- Club des débiteurs
- Équipe de football
- Équipement de hockey
- Matériel de basket-ball
- Coro

## Acte annuel
Les administrateurs organisent des événements annuels pour les étudiants et les élèves, tels qu'une cérémonie de discours et de remise des prix, une célébration de la Journée des fondateurs, une compétition sportive et une réunion de retour à la maison. Les meilleurs interprètes de l'école sont reconnus lors de la cérémonie annuelle du discours et le jour de remise des prix. Les instructeurs retraités et actifs et les employés qui ont terminé BASS sont parfois reconnus pour leurs contributions à l'école ,,.

## Association des anciens étudiants
L'organisation agit comme un réseau d'anciens étudiants, ouvert à tous ceux qui ont obtenu leur diplôme.
Un président, un secrétaire, un trésorier et un officier des relations publiques sont élus pour un mandat déterminé lors de la réunion générale annuelle. Ils forment le comité exécutif de l'association et sont chargés de planifier et d'exécuter tous les programmes et événements de l'organisation. L'association se trouve en dehors d'un secrétariat national à Accra, qui sert également de siège de l'organisation. L’association donne et participe à des événements annuels qui aident à développer l’école  ,,.
L'association est composée de chapitres qui forment l'association principale. Certains de ces chapitres incluent BASSOSA-KNUST, BASSOSA-UCC, BASSOSA-UEW et BASSOSA-UDS .

## Élèves en vedette
- Bernard Tekpetey
- Samuel Marful-Sau
- Hon.Alhassan Kobina Ghansah
- John Kofi Mensah
- Dr. David Acquaye
- Nana brillante Amfoh.